# Fiolhoso
Fiolhoso is een plaats (freguesia) in de Portugese gemeente Murça en telt 603 inwoners (2001).